# 橋元正輝
橋元 正輝（はしもと まさてる、1887年（明治20年）4月11日 - 1939年（昭和14年）4月17日）は、大正から昭和期の政治家・華族。貴族院男爵議員。

## 経歴
海軍士官・橋元正明の二男として生まれる。父の死去に伴い、1929年（昭和4年）5月2日、男爵を襲爵した。
1911年（明治44年）慶應義塾大学部理財科を卒業し、さらに、1920年（大正9年）早稲田大学政治経済科を卒業した。1911年、三菱合資会社に入社し、さらに同信託社員となる。
1932年（昭和7年）7月10日、貴族院男爵議員に選出された。公正会に所属して活動し1期在任した。
1939年4月17日、千葉で魚釣り中に心臓麻痺のため、議員在職中のまま死去した。

## 親族
- 母 - 倫子（りんこ、佐久間衛四女）[1][5]
- 義兄 - 木間瀬策三[10]
- 妻 - 富士見（ふじみ、北島多一長女）[1]
- 長男 - 正一（男爵）[1]